# Herbert Read
Herbert Edward Read (Kirkbymoorside, Yorkshire, 4 de diciembre de 1893 - Stonegrave, 12 de junio de 1968) fue un pensador inglés, filósofo político, poeta, novelista, anarquista y crítico de literatura y arte. Realizó más de 1000 escritos acerca de diferentes áreas del pensamiento. Obtuvo el Premio Erasmus el año 1966.
En su trabajo como crítico de arte se destaca la importancia que le da a lo háptico como valor estético  sobre lo óptico o más "simplemente" visual.

## Biografía
Herbert Read era hijo de una familia campesina de Yorkshire. Estudió arte y literatura en la Universidad de Leeds. Durante la Primera Guerra Mundial fue oficial de primera línea en Bélgica y Francia. A su regreso, se incorporó rápidamente a la escena literaria londinense, donde destacaban T. S. Eliot y Ezra Pound, entre otros.
Read trabajó como funcionario del ministerio en el Museo de Victoria y Alberto de Londres. En la década de 1930, se destaca como escritor e historiador del arte, considerado un erudito e intelectual libertario. Artísticamente, se hizo un nombre como experto en surrealismo y organizó junto con Roland Penrose, David Gascoyne y otros, la primera Exposición Internacional del Surrealismo en las New Burlington Galleries, del 11 de junio al 4 de julio de 1936 en Londres.
Se casó en dos ocasiones. Primero con Evelyn Roff en 1919, con quien tuvo un hijo, y posteriormente con Margaret Ludwig en 1936.
Herbert Read fue editor de la publicación de arte Burlington Magazine, (1933-1939) y la primera edición de El Támesis y Hudson Diccionario de las Artes y Artistas, (1966).
Fue Presidente de la Sociedad Británica de Artes de la Educación, del Instituto de Arte Contemporáneo y de la Sociedad Filosófica de Yorkshire.

## Pensamiento

### Anarquismo y perspectiva filosófica
Políticamente, Read se consideraba un anarquista, aunque en la tradición quietista inglesa de Edward Carpenter y William Morris. Sin embargo, en 1953 aceptó su nombramiento como "caballero" (knight) por "servicios a la literatura". Esto hizo que Read fuera condenado al ostracismo por la mayor parte del movimiento anarquista. Read se opuso activamente al régimen de Franco en España, y a menudo hizo campaña en favor de los presos políticos de España.
Separar los escritos de Read sobre la política de los de arte y cultura es difícil, porque veía el arte, la cultura y la política como una sola expresión congruente en la conciencia humana. Su trabajo total asciende a más de 1000 títulos publicados.
Su libro Al diablo con la cultura (To Hell With Culture) trata específicamente de su desdén por el término "cultura" y amplía su visión anarquista del artista como artesano, además de presentar un análisis importante de la obra de Eric Gill.
En su perspectiva filosófica, Read estaba cerca de las tradiciones idealistas europeas representadas por Friedrich Schelling, Johann Gottlieb Fichte y Samuel Taylor Coleridge. Creía que la realidad tal como es experimentada por la mente humana era tanto un producto de la mente humana como cualquier otra realidad objetiva. En otras palabras, la mente no es una cámara que registra la realidad que percibe a través de los ojos; también es un proyector que lanza su propia realidad. Esto significaba que el arte no era, como muchos marxistas creían, simplemente un producto de una sociedad burguesa, sino un proceso psicológico que había evolucionado simultáneamente a la evolución de la conciencia. El arte era, por lo tanto, un fenómeno biológico, un punto de vista que frecuentemente contrastaba con los críticos marxistas como Anthony Blunt en los años treinta. Read, en este sentido, fue influenciado por los desarrollos de la psicología del arte alemán. Su trasfondo idealista también llevó a Read a interesarse por el psicoanálisis. Read se convirtió en un pionero en el mundo de habla inglesa en el uso del psicoanálisis como una herramienta para el arte y la crítica literaria. Originalmente un freudiano, Read llegó a transferir su lealtad a la psicología analítica de Carl Jung, convirtiéndose finalmente en editor en jefe de las obras reunidas de Jung en inglés.
Ya en 1949, Read se interesó por los escritos de los existencialistas franceses, particularmente los de Jean-Paul Sartre. Aunque Read nunca se describió a sí mismo como existencialista, reconoció que sus teorías a menudo encontraban apoyo entre quienes lo hacían. Read quizás era quien más cerca en Inglaterra llegó a una teoría existencialista de la tradición europea.

### Opiniones sobre la educación
Herbert Read desarrolló un gran interés en el tema de la educación y particularmente en la educación artística. El anarquismo de Read fue influenciado por William Godwin, Piotr Kropotkin y Max Stirner. Read se interesó profundamente por los dibujos y pinturas de los niños después de haber sido invitado a recopilar obras para una exposición de arte británico que recorrería países aliados y neutrales durante la Segunda Guerra Mundial. Como se consideró demasiado arriesgado transportar a través del Atlántico las obras del patrimonio nacional, se propuso que los dibujos de los niños y sus pinturas debían ser enviados en su lugar. Read, al elegir la colección, fue inesperadamente movido por el poder expresivo y el contenido emocional de algunas de las obras de los artistas más jóvenes. La experiencia llevó su especial atención al valor cultural y el compromiso de la teoría de la creatividad de los niños con la seriedad de su devoción a la vanguardia. Este trabajo, cambió fundamentalmente su propia forma de trabajar a lo largo de sus últimos 25 años y le llevó a proporcionar educación artística con una gran lucidez, algunos libros y folletos como: Educación a través del arte (1943), La educación de los hombres libres (1944), Cultura y Educación en un Orden Mundial (1948), The Grass Read, (1955), Redención del Robot (1966).
Read elaboró una dimensión sociocultural de la educación creativa, ofreciendo la noción de una mayor comprensión y cohesión internacional enraizada en los principios para desarrollar una personalidad completamente equilibrada a través de la educación artística. Todo el mundo es un artista de alguna forma, cuyas habilidades especiales aunque se crean insignificantes, deben ser alentadas como contribuyendo a una riqueza infinita de la vida colectiva. La nueva visión de lectura de una "continuidad" esencial de la creatividad infantil y adulta en todos representa una síntesis de los dos modelos opuestos de la educación artística del siglo XX que habían predominado hasta este punto. Read no ofrecía un currículo sino una defensa teórica de lo auténtico y verdadero. Sus demandas para la autenticidad y la verdad se basaron en la evidencia de las características reveladas en su estudio del arte del niño. De 1946 hasta su muerte, en 1968, él fue presidente de la sociedad para la educación en arte (SEA), renombrado ATG, en cuyo cargo tuvo una plataforma para dirigirse a la UNESCO. Sobre la base de esta representación Read, con otros pensadores, logró establecer la Sociedad Internacional de Educación a través del Arte (INSEA) como brazo ejecutivo de la UNESCO en 1954.

### Citas
No me valgo de la casuística para defender una actitud de complacencia o compromiso. El orden social existente es atrozmente injusto, y si no nos rebelamos contra él, somos moralmente insensibles o criminalmente egoístas. Pero si todo lo que nuestra rebelión alcanza es simplemente una reconstrucción del cristal social según otro eje, nuestra acción ha sido vana: no ha habido cambio químico esencial.
Anarquía y Orden. Ensayos sobre política

Una insurrección es necesaria por la sencilla razón de que, llegada la ocasión, aun el hombre de buena voluntad, si ejerce el poder, no sacrificará sus ventajas personales al bien general. En el rapaz tipo de capitalismo que impera en Europa y Norteamérica, tales ventajas personales son el resultado de un ejercicio de baja astucia difícilmente compatible con un sentido de la justicia; o se basan en una insensible especulación financiera que ni conoce ni se cuida de los elementos humanos que se hallan envueltos en el movimiento abstracto de los precios del mercado.
Anarquía y Orden. Ensayos sobre política

## Obras

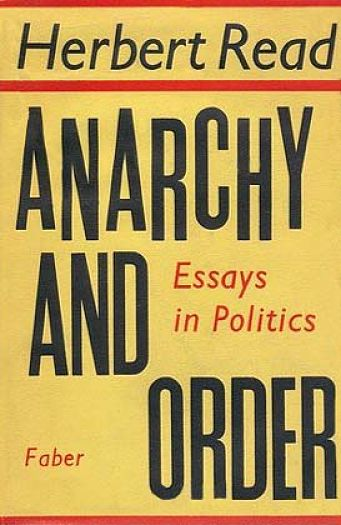
Portada de una edición de Anarchy & Order.

Algunos de sus escritos:

### Sobre literatura
- Forma y poesía moderna (Form in modern poetry) (1932)
- La niña verde (The green child) (1935)
- La décima musa: ensayos de crítica. (The tenth muse) (1957)

### Sobre arte y estética
- El arte ahora (Art now) (1936) / (Traducido al castellano en 1973)
- Arte e industria: principios de diseño industrial (Art and Industry) (1934)
- Henry Moore: madre e hijo (Henry Moore : mother and child) (1934)
- Al diablo con la cultura (To hell with culture) (1941)
- Educación por el arte (Education through art) (1963) / (Traducido al castellano) (1991)
- Arte y Sociedad (Art and Society) (1945)
- Las raíces del arte: aspectos sociales del arte en una era industrial. (The grass roots of art) (1947)
- Filosofía del arte moderno (The philosophy of modern art) (1952)
- Imagen e idea: la función del arte en el desarrollo de la conciencia humana (Icon and idea : the function of art in the development of human consciousnes.) (1955)
- El arte de la escultura (The art of sculpture) (1956)
- Breve historia de la pintura moderna (A concise history of modern painting) (1959)
- Carta a un joven pintor (A letter to a young painter) (1962)
- Orígenes de la forma en el arte (The origins of form in art) (1965)
- Diccionario del arte y los artistas (The Thames and Hudson dictionary and artists) (1966)
- Arte y alienación (Art and alienation) (1967)
- El significado del arte (Meaning of art) (1968)
- La redención del robot (The redemption of the robot: my encounter with education through art) (1970)

### Sobre política
- Poesía y Anarquismo (Poetry & Anarchism) (1938)
- La filosofía del anarquismo (Philosophy of Anarchism) (1940)
- La paradoja del anarquismo (1945)
- Existencialismo. marxismo y anarquismo (Existentialism, Marxism and Anarchism) (1949)
- Anarquía y Orden. Ensayo sobre política (Anarchy and order) (1954)
- Mi anarquismo (My Anarchism) (1966)